# Adela Carbone, la Tanagra (Julio Romero de Torres)
Adela Carbone, la Tanagra es un cuadro del pintor simbolista español Julio Romero de Torres, nacido en Córdoba. Realizado en 1911, representa a la actriz y escritora italiana Adela Carbone, quien estaba afincada en España, y con la que pudo haber tenido un romance. Alberga unas dimensiones de 166,5 x 103,5 centímetros.
En la obra, la protagonista está sujetando entre sus manos una estatuilla de Tanagra, de ahí el título del óleo, unas figuras de terracota que fueron halladas en Tanagra, ciudad de la Antigua Grecia. Esto simboliza su apego al mundo artístico.
El lienzo está documentado en una fotografía del año 1912 del "Archivo Moreno" en la Fototeca del Museo Julio Romero de Torres con la signatura JRT/A 0002-0007.

## Historia
Pintado en 1911, fue presentado en 1912 en la Exposición Nacional de Bellas Artes junto con las obras de Julio Romero La Consagración de la Copla, Retrato de Pastora Imperio, Las dos sendas y La Sibila de las Alpujarras. El artista, no solo pintó a Adela Carbone en este retrato individual sino que la "elige como figura principal y eje vertebrador de la monumental obra La Consagración de la Copla". Desde entonces el retrato de Adela Carbone se expuso fuera de España en lugares como Múnich, Brighton o la Galería Grafton de Londres en 1914. En 1917 se expone en Santiago de Chile en la galería de Ramón e Izaguirre, donde debió venderse a la colección Ramón Otero para posteriormente ubicarse en el Club Español de Buenos Aires hacia 1924. La obra fue portada de revistas y prensa internacional como la revista Por esos Mundos en 1911, revista Pharos, en el periódico La Tribuna, en la revista francesa Comedia Paris y el periódico madrileño El Heraldo, todas ellas en 1912. En el año 1921 apareció publicada a todo color en la portada de la revista Plus Ultra en su número 57. En 1922, el pintor viajó a Argentina para presidir una exposición en la Galería Witcomb de Buenos Aires. La obra se mantuvo en la capital argentina desde entonces, pues durante casi 100 años pudo observarse en el Club Español de Buenos Aires como una de las obras principales de su colección, regresando a España en 2023 gracias a la adquisición por parte del Dr. Blas García.

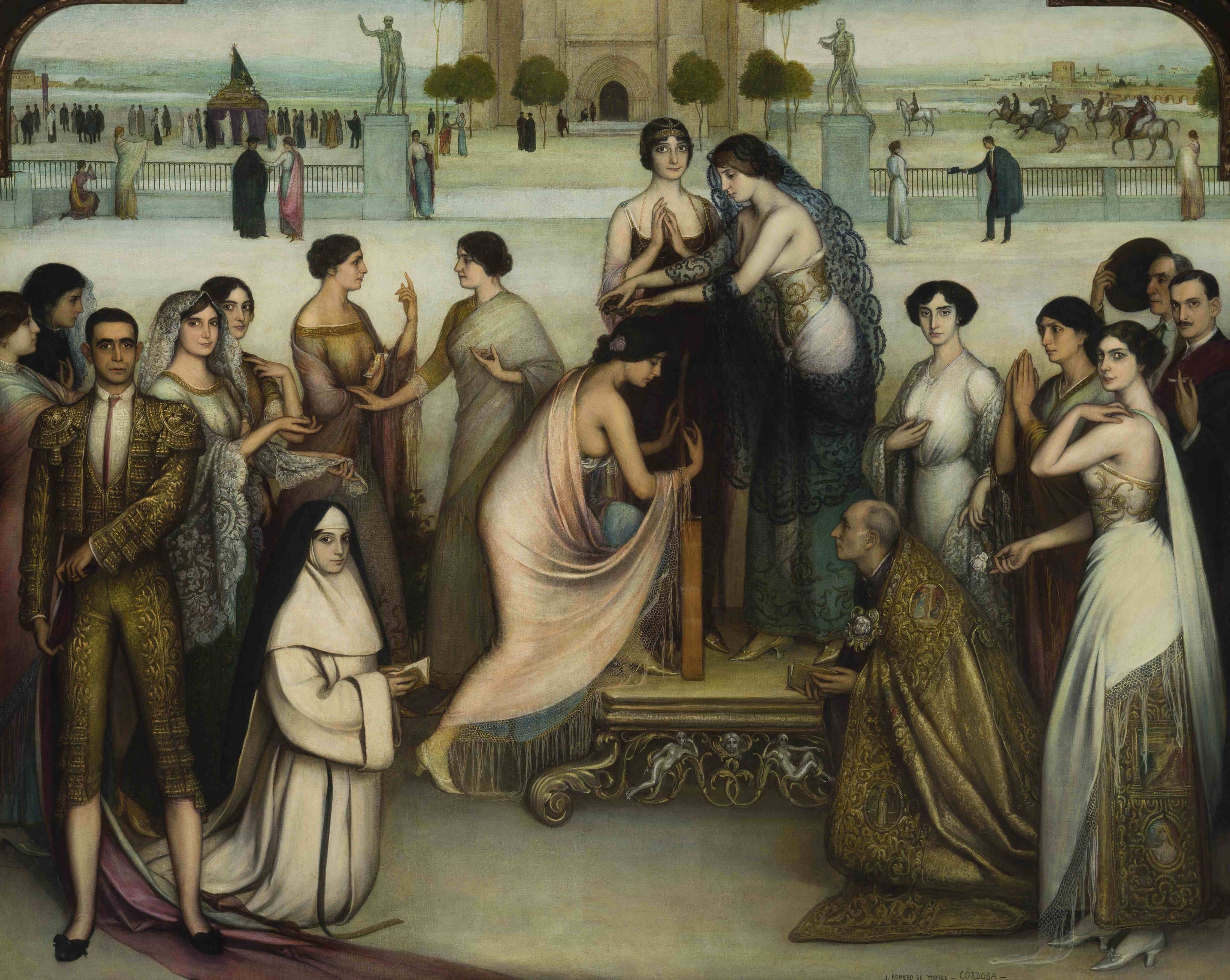
La Consagración de la copla. Adela Carbone se presenta como la imagen central de la obra.

En algún momento el Club Español de Buenos Aires decidió vender la obra para conseguir fondos en 2011, cuando Sotheby's la sacó en subasta con un precio inicial de 250.000 euros, aunque la puja quedó desierta. En agosto de 2023 volvió a salir a subasta, siendo adquirida por el Dr. Blas García, cirujano plástico nacido en Pozoblanco, pero residente en Tenerife, quien ya alberga varias obras del pintor en su colección. La obra no había sido conservada ni restaurada durante décadas, por lo que el Dr. Blas García encargó su restauración a Marta Ortiz González de Canales, la mayor especialista en conservación y restauración de cuadros del pintor Julio Romero de Torres con más de 40 obras restauradas, quien se encargó de las obras de restauración y conservación del lienzo durante cuatro meses, devolviendo a la obra su completa originalidad. También se contrató un estudio histórico-artístico a Mercedes Valverde Candil, exdirectora del Museo Julio Romero de Torres, quien destacó la influencia renacentista de la obra, debido a la estancia del pintor en el país italiano entre los años 1908 y 1910, así como la importancia del lienzo al ser “la única obra mayor que quizá quedaba fuera de España” .

## Composición de la obra

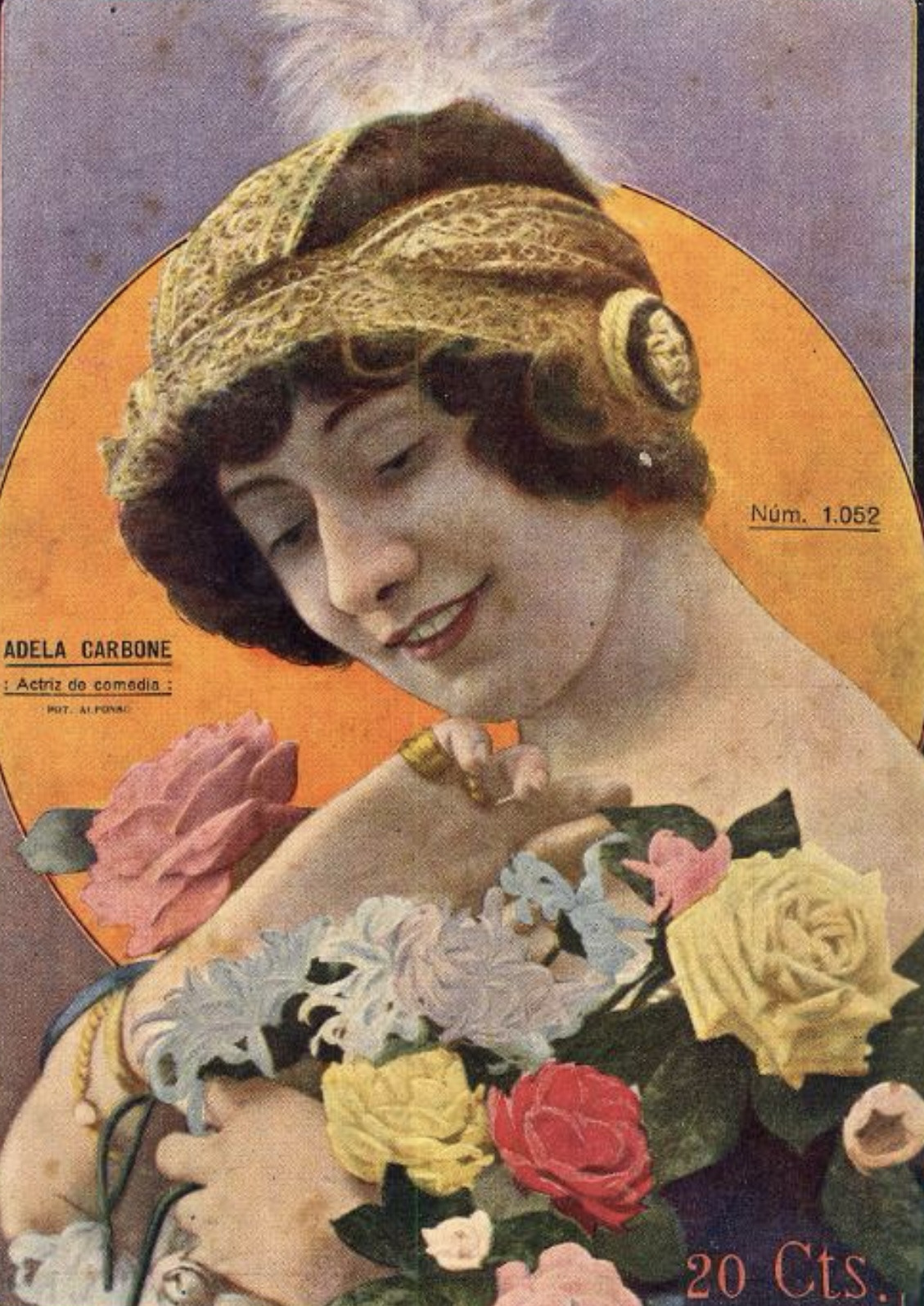
Adela Carbone con atuendo de actriz.

Siguiendo los patrones del Manierismo, se presenta a Adela Carbone con 20 años de edad, con acusado frontalismo, de cuerpo completo, lujosamente vestida, como si acabase de terminar una escena de alta comedia. Presenta en sus delicadas manos una Tanagra, estatuilla de terracota griega del siglo IV a. C., originaria de Tanagra, región de Beocia. Desde su descubrimiento a finales del siglo XIX, estas figurillas se pusieron de moda, adquiridas muchas de ellas por museos y coleccionistas particulares.   
La figura de la modelo aparece en el centro de la composición ante un ventanal abierto a un claustro. En él, se representan dos escenas en miniatura. A la izquierda dos personajes masculinos se enfrentan, interponiéndose una fuente entre ambos. En dicha escena, más a la izquierda, se identifica la figura del propio Julio Romero de Torres con su famosa capa cordobesa. A la derecha se representa una escena galante, donde el propio pintor besa la mano a una joven, posiblemente la propia Adela Carbone.   

Con este retrato, Julio Romero de Torres marca las señas de identidad de la actriz italiana, al incluir junto a ellos el monumento ecuestre al condotiero Gattamelata, de Donatello. Como fondo de la composición, un río, el Guadalquivir y la Sierra Cordobesa con el remate del castillete y cipreses de la casa de Julio Romero de Torres en Córdoba. Un rosal irrumpe en la escena y enlaza el primero con los segundos planos.     
- Datos: Q125427869
- Multimedia: Adela Carbone, la Tanagra / Q125427869